# فسنقر
فسنقر، روستایی است از توابع بخش مرکزی شهرستان سبزوار استان خراسان رضوی ایران است.

## جمعیت
این روستا در دهستان قصبه غربی قرار داشته و بر اساس سرشماری سال ۱۳۸۵ جمعیت آن ۱٬۱۱۹ نفر (۳۱۹ خانوار)
بوده‌است.